# 大花镇
大花镇，原为大花乡（羅馬化：dap huo），是中华人民共和国四川省凉山彝族自治州越西县下辖的一个乡镇级行政单位。2021年1月12日，撤乡设镇。

## 行政区划
大花镇下辖以下地区：
瑞元村、瓦尔村、大花村、深沟村、约合村和斯觉村。